# Ambohitsara M
Ambohitsara M is een plaats en gemeente in Madagaskar gelegen in het district Manakara van de regio Vatovavy-Fitovinany. Er woonden bij de volkstelling in 2001 ongeveer 7000 mensen.
In de plaats is basisonderwijs beschikbaar. 98,8% van de bevolking is landbouwer. Het belangrijkste gewas is rijst, maar er wordt ook bananen, koffie en cassave verbouwd. 1% van de bevolking is werkzaam in de industriesector en de overige 0,2 % van de bevolking voorziet in levensonderhoud door te werken in dienstensector.